# Estroncia
Estroncia (en inglés Strontian) es la principal población en Sunart, un área en el oeste de Lochaber, Highland, en la carretera A861.
Se encuentra en la costa norte de Loch Sunart, cerca de la cabeza del loch. En las colinas al norte de Estroncia fue explotado plomo en el siglo XVIII y en estas minas se descubrió la estroncianita, de la que el elemento químico estroncio fue aislado por primera vez.
El nombre del pueblo en gaélica Sròn y t-Sìthein, se traduce como la nariz(es decir, punto) de la colina de hadas, lo que significa una colina habitada por la mitológica sídhe. Las aldeas cercanas de Anaheilt, Bellsgrove y Alto y Bajo Scotstown son ahora generalmente consideradas parte de Estroncia, con Polloch a varias millas de distancia de la terminal de la carretera a Loch Shiel. Estroncia es la ubicación de la secundaria (high school) Ardnamurchan, la estación local de bomberos, estación de policía y otras instalaciones.

## Historia minera
La historia de la minería en la zona estronciana data de 1722, cuando Sir Alexander Murray descubrió galena en las colinas de la región. Una mina fue abierta en 1725, en colaboración con Thomas Howard, 8.º Duque de Norfolk y General Wade. Diversos materiales han sido extraídos aquí, incluyendo plomo, y estroncianita, que contiene el elemento nombrado después en honor al pueblo como estroncio. Si bien la zona ha sido habitada durante siglos, especialmente en los bosques del norte, la comunidad, tal como existe ahora se estableció en 1724 para proporcionar viviendas para los trabajadores mineros locales.

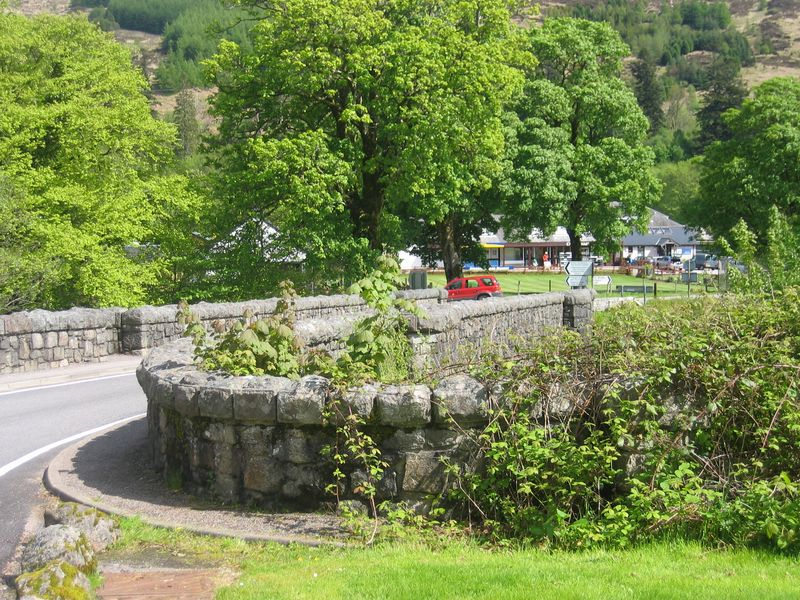
Puente en el centro de Estroncia

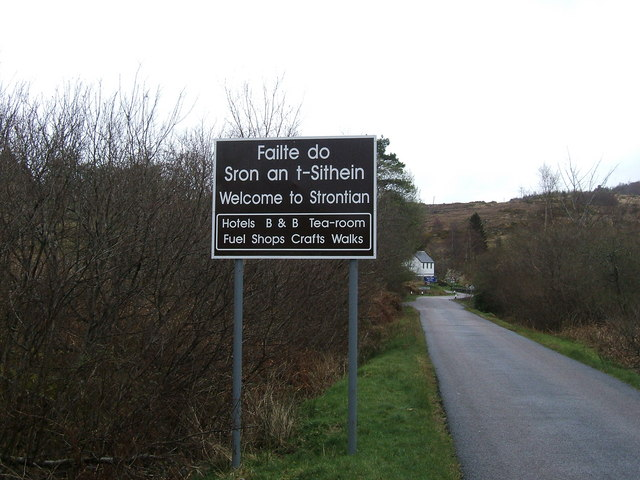

Se observó en el siglo XIX que hay granito en un lado de las minas de estroncia y [gneis], por el otro. El norte de la cañada de la ciudad está situado en el Supergrupo Moine. El Grupo de Glenfinnan encuentra en el lado oeste de la cañada, con intrusiones de caledonia en el lado este.
El plomo extraído en Estroncia fue utilizado en proyectiles fabricados por las guerras napoleónicas. En la primera parte del siglo XIX, que forma parte de la fuerza laboral estaba compuesta por fuerzas imperiales capturados por el ejército de Napoleón.

### Descubrimiento del estroncio
En 1790, Adair Crawford, un médico, reconoció que las menas de Estroncia mostraban propiedades diferentes a las normalmente vistas en otras fuentes de "mástiles pesados" ("heavy spars" otro nombre con que se conoce a la barita). El concluyó "... es probable en efecto, que el mineral escocés sea una nueva especie de tierra la cual no ha sido, hasta ahora, suficientemente examinada". Las nuevas tierras fueron denominadas "estroncitas" en 1793 por Thomas Charles Hope, un profesor de química de la Universidad de Glasgow. El confirmó el trabajo anterior de Crawford y comentó: "... Considerándola un mineral peculiar pienso que es necesario darle un nombre. Las he llamado estroncianitas, del lugar del que fueron encontradas; una forma de derivación en mi opinión, totalmente adecuado como cualquier calidad que pueda poseer, que es la moda actual". El elemento fue finalmente aislado por Sir Humphry Davy en 1808 por electrólisis de una mezcla de cloruro de estroncio y óxido mercúrico, y anunciado por el en una ponencia a la Royal Society el 30 de junio de 1808. In keeping with the naming of the other alkaline earths, he changed the name to strontium.
La primera aplicación a gran escala del estroncio fue en la producción de azúcar a partir de la remolacha azucarera. Aunque se patentó un proceso de cristalización utilizando hidróxido de estroncio por Augustin-Pierre Dubrunfaut en 1849 la introducción a escala masiva vino con la mejora de los procesos a principios de los 1870's. La industria azucareara alemana utilizó el proceso bien entrado el siglo XIX.Previo a la Primera Guerra Mundial la industria de la remolacha azucarera utilizaba de 100 000 a 150 000 toneladas de hidróxido de estroncio para este proceso anualmente.

## Vida en el pueblo

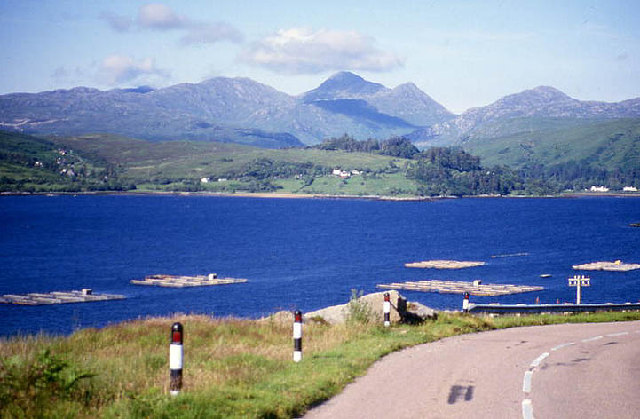

### Demografía
Estroncia es un pueblo con una población de 200 registrados en 1991. Esto representó una disminución de las poblaciones anteriormente registradas de 803 en 1871 y 691 en 1881. La población se ha recuperado desde entonces a una estimación actual de ca. 350.

### Estroncia hoy

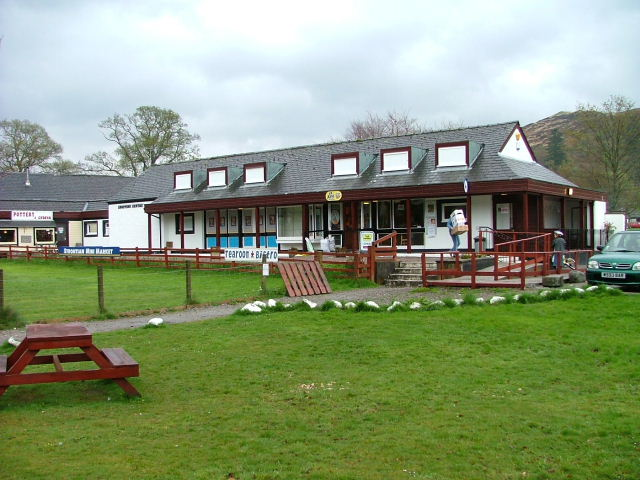

En 1968, Estroncia fue enlistada entre los 2000 "pueblos moribundos"y seleccionada para recibir fondos del gobierno para su regeneración.
En 2002 se construyó la escuela secundaria que acoge a los estudiantes de la península de Ardnamurchan.